# 凯莱布·威廉姆斯
凯莱布·塞昆·威廉姆斯（Caleb Sequan Williams，2001年11月18日—），生于美国华盛顿特区，美式橄榄球四分卫。他大学时先后效力于奧克拉荷馬大學和南加州大学，在2024年NFL选秀中被芝加哥熊以状元签选中。

## 生平

### 大学生涯
2021年，大一时的凯莱布·威廉姆斯在奧克拉荷馬大學校队捷足者队担任斯宾塞·拉特勒的替补四分卫。在当赛季的第六场比赛，主场对阵德克薩斯大學时，球队首发四分卫拉特勒表现不佳，第一节结束就已经7∶28落后。在全场观众“我们要凯莱布”的呼声下，威廉姆斯于第二节上场，并在第二节过半后彻底替下了拉特勒。最终威廉姆斯带领球队以55∶48逆转战胜德克萨斯。
在这之后的比赛，威廉姆斯便被扶上首发位置。在他大一赛事尾声时，执导过多名精英四分卫的主教练林肯·莱利宣布离职前往南加州大学校队特洛伊人队。当赛季结束后，威廉姆斯也跟着转会前往南加州大学。
2022年，在转会南加州大学后的首个赛季，林肯·莱利和威廉姆斯带队打出了亮眼表现，一举将前一年还4胜8负的战绩提升到了11胜3负，威廉姆斯也获得了当赛季的海斯曼奖。2023年，在南加州的第二个赛季，受球队糟糕的进攻线和防守线的困扰，战绩回落到8胜5负，威廉姆斯在赛季后宣布参加NFL选秀。

### NFL生涯
在2024年4月的NFL选秀中，芝加哥熊以状元签选中了威廉姆斯。威廉姆斯於生涯首場比賽以24:17帶領芝加哥熊擊敗田納西泰坦，為2002年後首位帶領球隊於開幕戰獲勝的四分衛選秀狀元。